# Liste der denkmalgeschützten Objekte in Ruprechtshofen
Die Liste der denkmalgeschützten Objekte in Ruprechtshofen enthält die 6 denkmalgeschützten, unbeweglichen Objekte der Gemeinde Ruprechtshofen.

## Denkmäler
| Foto |                 | Denkmal                                                                    | Standort                                           | Beschreibung | Metadaten |
| ---- | --------------- | -------------------------------------------------------------------------- | -------------------------------------------------- | --- | --- |
| ja   | Datei hochladen | Römische Felsengräber Schlattenbauer HERIS-ID: 34853 Objekt-ID: 33292      | bei Koth 7 Standort KG: Rainberg                   | Südlich vom Gehöft Schlattenbauer befindet sich ein 50 Meter langer Höhlengang mit Grabnischen aus dem 1. Jahrhundert nach Christus. Die in das Gestein eingemeißelten Namen sind illyrischen, keltischen und römischen Ursprungs. | BDA-Hist.: Q37960494 Status: Bescheid Stand der BDA-Liste: 2025-06-30 Name: Römische Felsengräber Schlattenbauer GstNr.: 1041/1 Römische Felsengräber Schlattenbauer (Ruprechtshofen)         |
| ja   | Datei hochladen | Friedhofskapelle HERIS-ID: 77631 Objekt-ID: 91261                          | neben Dorffeldstraße 1 Standort KG: Ruprechtshofen | Schlichter spätklassizistischer Bau mit Pilastergliederung aus der 1. Hälfte des 19. Jahrhunderts. | BDA-Hist.: Q38150076 Status: § 2a Stand der BDA-Liste: 2025-06-30 Name: Friedhofskapelle GstNr.: .45 Friedhofskapelle Ruprechtshofen                                                          |
| ja   | Datei hochladen | Pfarrhof HERIS-ID: 50501 Objekt-ID: 55551                                  | Kirchenplatz 1 Standort KG: Ruprechtshofen         | Das Schloss Ruprechtshofen ist ein zweigeschoßiger vierflügeliger Bau vom Ende des 16./Anfang des 17. Jahrhunderts, der später umgebaut wurde. | BDA-Hist.: Q38040423 Status: § 2a Stand der BDA-Liste: 2025-06-30 Name: Pfarrhof GstNr.: .7/1 Pfarrhof Ruprechtshofen                                                                         |
| ja   | Datei hochladen | Kath. Pfarrkirche hl. Nikolaus HERIS-ID: 50500 Objekt-ID: 55550            | neben Kirchenplatz 2 Standort KG: Ruprechtshofen   | Spätgotische Staffelkirche (im Kern romanisch) auf einem Plateau südöstlich des Hauptplatzes. Breit gelagertes Langhaus, eingezogener Chor vom Ende des 13. Jahrhunderts, spätgotischer Nordturm mit neobarocker Laternenzwiebelhaube. | BDA-Hist.: Q38040413 Status: § 2a Stand der BDA-Liste: 2025-06-30 Name: Kath. Pfarrkirche hl. Nikolaus GstNr.: .1 Pfarrkirche Ruprechtshofen                                                  |
| ja   | Datei hochladen | Ehem. Wirtschaftshof von Schloss Zwerbach HERIS-ID: 35361 Objekt-ID: 34116 | Zwerbach 2 Standort KG: Zwerbach                   | Unregelmäßige vierflügelige Anlage westlich neben dem Burgstall, im Kern aus dem späten 16. und frühen 17. Jahrhundert. | BDA-Hist.: Q37963663 Status: Bescheid Stand der BDA-Liste: 2025-06-30 Name: Ehem. Wirtschaftshof von Schloss Zwerbach GstNr.: .5/1 Ehem. Wirtschaftshof von Schloss Zwerbach (Ruprechtshofen) |
| ja   | Datei hochladen | Lagestelle des Wasserschlosses Zwerbach HERIS-ID: 57478 Objekt-ID: 67569   | neben Zwerbach 4 Standort KG: Zwerbach             | Der Bau stammte im Kern aus der 2. Hälfte des 16. bis 1. Hälfte des 17. Jahrhunderts. Ursprünglich bestand er nur aus einem Nord- und Südtrakt und wurde erst Mitte des 19. Jahrhunderts durch den West- und Osttrakt ergänzt. Vom ursprünglichen Wasserschloss sind nur noch mit Büschen bewachsene Teile des Burgstalls erhalten, der Wassergraben ist großteils zugeschüttet. | BDA-Hist.: Q38076727 Status: Bescheid Stand der BDA-Liste: 2025-06-30 Name: Lagestelle des Wasserschlosses Zwerbach GstNr.: 114/1, 119/1, 125/1, 136 Wasserschloss Zwerbach                   |